# 松尾慎治
松尾 慎治（まつお しんじ、1983年- ）は、日本の実業家、マーケター。リクルートにてスタディサプリのプロデューサー・マーケティング責任者を経て、現在はCake.jpのチーフ・マーケティング・オフィサー。

## 経歴
1983年、福岡県生まれ。慶應義塾大学商学部卒業。
2006年、リクルートに入社。デジタルマーケティング部門での自社Webサービス（じゃらん、SUUMO、HOT PEPPER、リクルートエージェントなど）のプロダクト開発・集客・調査/データ分析等の担当を経て、2011年にスタディサプリ(旧称 受験サプリ)を発案。高校生の潜在ニーズの探索中に受験における所得格差や地域格差のインサイトをつかみ発案し創業メンバーとして新規事業開発に従事。2013年、スタディサプリのプロデューサーとしてグッドデザイン賞を受賞。教育格差という社会課題に対し「どこに住んでいても都市部に住んでいる受験生と同じクオリティーの教育を享受できる、これまでに類のない新規性の高いサービス」として評価されている。
2019年、「未来をつくるデジタルマーケター52人」に選出。
2021年、ケーキ・スイーツ専門の通販サービスCake.jpに参画。チーフ・マーケティング・オフィサー(CMO)。Cake.jpのプロモーションや商品開発を統括。商品開発ではメイン顧客である子供を持つママ・パパのスイーツの購入ニーズを探索し、知育×食育に商機があるというインサイトをつかみ、子供が好きな絵本の世界を表現したクッキー缶と絵本のセット商品を開発しヒットしている。また、子どもの誕生日ケーキを買えない経済困窮家庭があることを知り、Cake.jpでの購入時に少額の寄付ができる機能でNPOと連携し毎月誕生日ケーキを届けるプロジェクトを立ち上げ、社会課題への取り組みも行っている。

## 賞歴
・2013年 グッドデザイン賞
・2019年 未来をつくるデジタルマーケター52人